# Laurel und Hardy: Come Clean

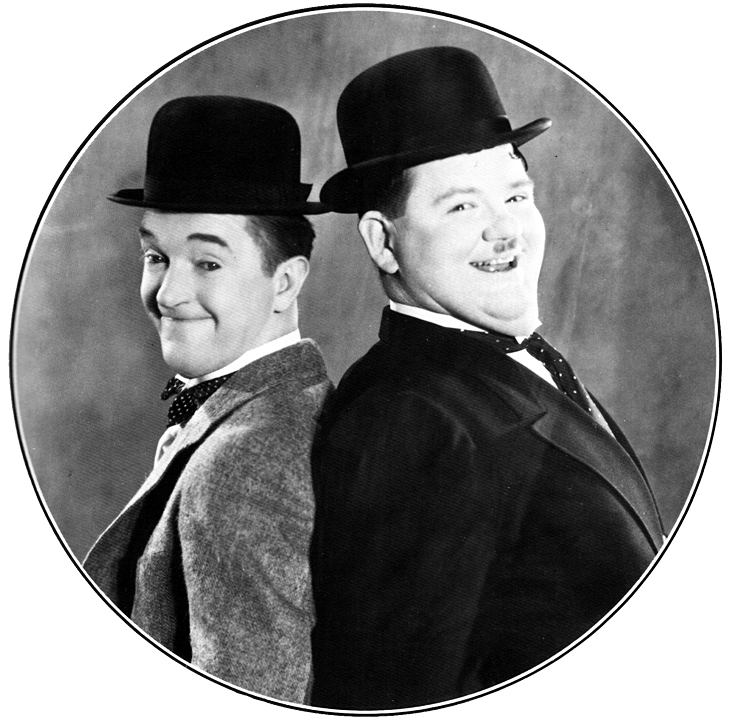
Laurel und Hardy

Come Clean (deutsch: In die Falle gelockt / Hosen runter / Sauber dastehen / Dick und Doof als Lebensretter) ist eine US-amerikanische Kurzfilm-Komödie aus dem Jahre 1931 mit dem Komikerduo Stan Laurel und Oliver Hardy in den Hauptrollen.

## Handlung
Ein angenehmer Abend der Hardys wird gestört, als die Laurels an der Tür klingeln. Mrs. Hardy beschuldigt ihren Mann, die Laurels eingeladen zu haben. Die Hardys tun so, als wären sie nicht da, doch es dauert nicht lange, bis Hardys Ungeschicklichkeit die Tatsache aufdeckt, dass das Ehepaar doch zu Hause ist; die Laurels werden herein gebeten.
Laurel bittet zum Entsetzen der Hardys um Eiscreme, die nicht im Haus ist. Ein Gang in die Eisdiele soll Abhilfe schaffen.
Nachdem Laurel und Hardy die Eisdiele verlassen haben, stolpern sie über Kate, die gerade mit einem Sprung in einen Fluss Selbstmord begehen will. Kate ruft der grausamen Welt Lebewohl zu, woraufhin Laurel fröhlich „Lebewohl“ zurückruft. Hardy erkennt die Lage und die beiden versuchen Kate am Springen zu hindern, was nicht gelingt.
Es gelingt Laurel und Hardy, Kate zu retten. Allerdings bemerkt Hardy erst, als er selbst nach Kate taucht, dass er nicht schwimmen kann, und ruft selbst um Hilfe. Derweil hat Kate sich besonnen und Laurel kann sie aus dem Wasser ziehen. Dann wirft er Hardy ein Seil zu, von dem er annimmt, dass es mit dem Rettungsring verbunden ist. Der vermeintliche Rettungsring, der tatsächlich ein Anker ist, sackt wie ein Stein weg.
Nach all diesen Wirrungen wird auch Hardy aus dem Wasser gezogen. Laurel und Hardy hoffen, dass sie Kate inzwischen los sind, aber sie lässt sich nicht so leicht abschütteln. Vielmehr ist sie nun wütend darüber, dass Laurel und Hardy ihren Versuch, aus der Welt zu scheiden, verhindert haben. Sie will unbedingt, dass sich die beiden nun auch weiter um sie kümmern. Immer wenn die versuchen zu entkommen, stößt Kate einen lauten Schrei aus.
Laurel und Hardy finden kein Mittel, Kate loszuwerden. Sie wird schließlich in Hardys Schlafzimmer versteckt, während die Ehefrauen im Zimmer nebenan plaudern. Laurel und Hardy versuchen, die Tatsache zu verbergen, dass sich eine fremde Frau in der Wohnung versteckt, und versuchen zum Beispiel, laut zu singen, um das Radio zu übertönen, das Kate im Schlafzimmer anstellt. Schließlich kommt ein Polizist, um Kate zu verhaften; denn es stellt sich heraus, dass sie gesucht wird. Laurel und Hardy müssen ihren Partnerinnen nun alles erklären.
In der letzten Szene sitzt Laurel voll bekleidet in einer Badewanne voller Wasser und Hardy zieht den Stöpsel, so dass Laurel in den Abfluss gesaugt zu werden scheint.

## Kommentare
- „Come Clean ist eine kuriose Mischung aus dem Besten von Laurel & Hardy und ihrem weniger Guten: ein unausgeglichener Film mit vielen Anleihen bei ihren früheren Streifen.“ William K. Everson
- „Von Anfang bis Ende ist diese Komödie gefüllt mit schreiend komischen Gags und einigen der besten Szenen, die die Jungs in diesem Jahr gebracht haben. Die Geschichte enthält mehrere aberwitzige Situationen, die zum Totlachen sind ... sie ist ein echter Lacherfolg.“ Film Daily, 22. November 1931 zitiert in: The Laurel & Hardy Blog
- „Es gibt einen wirklich tollen Gag am Anfang. Ollies Frau hat sich in den letzten fünf Minuten über „diese Laurels“ beschwert, doch in dem Moment, in dem Mrs. Laurel eintritt, könnte Mrs. Hardy nicht glücklicher sein, sie zu sehen, denn sie gehen Arm in Arm lachend und plaudernd in den nächsten Raum. Im gesamten Schaffen von Laurel und Hardy haben sie viel Zeit damit verbracht, durch Gags und Situationen ihre Ansicht über die Wankelmütigkeit der weiblichen Spezies auszudrücken, aber dies ist eine ihrer prägnantesten und treffendsten Darstellungen. Der Rest des Kurzfilms ist ebenso gut, wenn auch ein wenig zu laut für meinen Geschmack (danke, Mae Busch).Und es gibt einen sehr bizarren Schlussgag, in dem Ollie Stan auf eine Reise in den Abfluss der Badewanne schickt. Der Film hat einen dieser einmaligen Ollie-Blicke: leichter Ekel, Wut, Verzweiflung, Resignation, alles in seinem Gesicht in wenigen Sekunden festgehalten.“ John Larrabee, John V. Brennan in: Laurel and Hardy Central

## Trivia
Die erste Szene des Films ist ein Remake von Should Married Men Go Home? aus dem Jahre 1928. (Martin Bendig)
Dies war der letzte Filmauftritt von Linda Loredo. Sie starb einen Monat nach der Fertigstellung des Films und noch vor der Premiere an einer Herzentzündung, die auf Komplikationen eines früheren chirurgischen Eingriffs zurückzuführen war. Sie wurde 24 Jahre alt. 
Als Kate das Radio in Hardys Schlafzimmer einschaltet, spielt die Musik The Stars And Stripes Forever von John Philip Sousa.